# ドロシー・フィリップス
ドロシー・フィリップス（Dorothy Phillips, 1882年10月22日 - 1980年3月1日）は、アメリカ合衆国の女優である。出生名はメアリー・グウェンドリン・ストリブル（Mary Gwendolyn Strible）。

## 人物・来歴
1882年（明治15年）10月22日、メリーランド州ボルチモアに生まれる。
最初のキャリアは舞台女優であった。満29歳を迎える1911年（明治44年）、エッサネイ・フィルム・マニュファクチャリング・カンパニー（エッサネイ・スタジオ）が製作する短篇映画 His Friend's Wife に出演したのが、もっとも古い映画への出演記録である。
1912年（明治45年）7月22日、6歳年少の俳優アレン・ホルバーと結婚する。1914年（大正3年）、インディペンデント・ムーヴィング・ピクチャーズに移籍する。
1915年（大正4年）、ユニヴァーサル・フィルム・マニュファクチュアリング・カンパニー（現在のユニバーサル・ピクチャーズ）に移籍、同社傘下のレックスが量産する短篇映画に多く出演する。1916年（大正5年）、同社傘下に設立されたブルーバード映画では、『無言の報酬』、『愛児の導き』、『モルガンの娘』、『二人の姉妹』、 The Flashlight, 『人形の家』、『反抗の焰』、『心の錆』、 Triumph, Bondage, 『罪の報ひ』、『愛の復活』と、1918年（大正7年）まで主演しており、その多くは日本でも公開された。1920年（大正9年）に公開された『一度は凡ての女に』を最後に、同作を監督した夫ホルバーとともにユニヴァーサルを退社、製作会社「アレン・ホルバー・ピクチャーズ」を設立する。
「アレン・ホルバー・ピクチャーズ」では、1921年（大正10年）から『男・女・結婚』、『颱風の娘』、『雪国秘話』と年1作を製作、夫ホルバー監督し、フィリップスが主演したが、1923年（大正12年）4月16日公開の『雪国秘話』を最後に活動を停止している。同年11月20日、夫ホルバーが満35歳で死去する。以降、さまざまな会社をわたり歩くこととなる。トーキー以降も映画に出演を続け、ほとんどがクレジットされない端役であったが、第二次世界大戦後の1956年（昭和31年）の『灰色の服を着た男』や、1962年（昭和37年）の『リバティ・バランスを射った男』にも顔を出している。満80歳で出演した『リバティ・バランスを射った男』をもって引退した。
1980年（昭和55年）3月1日、カリフォルニア州ロサンゼルス市ウッドランド・ヒルズで肺炎により死去した。満97歳没。同市内のハリウッド・フォーエヴァー墓地に眠る。映画産業への貢献によりハリウッド大通り6358番地にハリウッド・ウォーク・オブ・フェームの星を刻む。

## おもなフィルモグラフィ

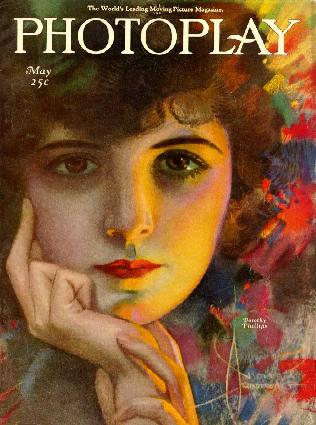
Photoplay 誌1921年5月号表紙。

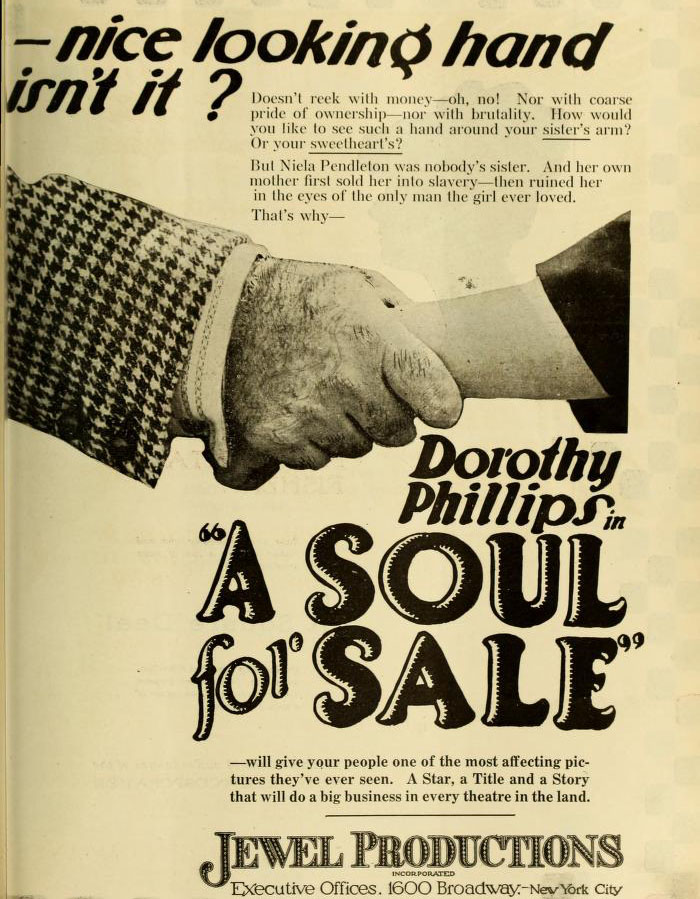
A Soul for Sale (1918)

すべて出演作である。1916年以前に出演している短篇中心の67作、1930年以降のトーキー時代のノンクレジット出演作17作については、おもなもののみに留めた。

### 1910年代
- His Friend's Wife : 監督ハリー・マックレイ・ウェブスター、1911年 - ノンクレジット出演・役不明
- Shattered Nerves : 監督・主演ベン・F・ウィルソン、1916年
- 『罠』 In His Own Trap : 監督・主演ベン・F・ウィルソン、1916年
- One Who Passed by : 監督・主演ベン・F・ウィルソン、1916年
- Borrowed Plumes : 監督・主演ベン・F・ウィルソン、1916年
- Saved by a Song : 監督・主演ベン・F・ウィルソン、1916年
- His Brother's Pal : 監督・主演ベン・F・ウィルソン、1916年
- Behind the Curtain : 監督ヘンリー・オットー、1916年
- A Social Outcast : 監督・主演ベン・F・ウィルソン、1916年
- Their Anniversary : 監督・主演ベン・F・ウィルソン、1916年
- Her Husband's Honor : 監督ベン・F・ウィルソン、1916年
- A Wife at Bay : 監督・主演ベン・F・ウィルソン、1916年
- Harmony in A Flat : 監督レイモンド・L・シュロック、1916年
- A Gentle Volunteer : 監督・主演ベン・F・ウィルソン、1916年
- The Cad : 監督・主演ベン・F・ウィルソン、1916年 - 出演・役 Violet Masterson
- The Code of His Ancestors : 監督レイモンド・L・シュロック、1916年
- The Sheriff of Pine Mountain : 監督・主演ベン・F・ウィルソン、1916年
- The Finer Metal : 監督レイモンド・L・シュロック、1916年
- Ambition : 監督ジェームズ・ヴィンセント、1916年
- Any Youth : 監督・脚本・出演アレン・ホルバー、1916年
- Midwinter Madness : 監督ウィンスロップ・ケリー、1916年
- 『闇黒』 The Mark of Cain : 監督ジョセフ・ド・グラス、脚本スチュアート・ペイトン、主演ロン・チェイニー、1916年 - 出演・役 Doris
- Aschenbrödel : 監督ベン・F・ウィルソン、1916年
- Beyond the Trail : 監督・主演ベン・F・ウィルソン、1916年
- If My Country Should Call : 監督ジョセフ・ド・グラス、脚本アイダ・メイ・パーク、1916年 - 主演・役 Margaret Ardrath
- 『異郷』 The Place Beyond the Winds : 監督ジョセフ・ド・グラス、脚本アイダ・メイ・パーク、1916年 - 主演・役 Priscilla Glenn
- 『無言の報酬』 The Price of Silence : 監督ジョセフ・ド・グラス、脚本アイダ・メイ・パーク、1916年 - 主演・役 Helen Urmy
- The Ivy and the Oak : 監督ドナルド・マクドナルド、1916年
- 『愛児の導き』 The Piper's Price : 監督ジョセフ・ド・グラス、脚本アイダ・メイ・パーク、1917年 - 出演・役 Amy Hadley
- 『モルガンの娘』 Hell Morgan's Girl : 監督ジョセフ・ド・グラス、脚本アイダ・メイ・パーク、1917年 - 出演・役 Lola
- 『二人の姉妹』 The Girl in the Checkered Coat : 監督ジョセフ・ド・グラス、脚本アイダ・メイ・パーク、1917年 - 出演・役 Mary Graham 'Flash' Fan
- The Flashlight : 監督アイダ・メイ・パーク、1917年 - 出演・役 Delice Brixton
- 『人形の家』 A Doll's House : 監督ジョセフ・ド・グラス、1917年 - 出演・役 Nora Helmer
- 『反抗の焰』 Fires of Rebellion : 監督アイダ・メイ・パーク、1917年 - 出演・役 Madge Garvey
- 『心の錆』 The Rescue : 監督アイダ・メイ・パーク、1917年 - 出演・役 Anne Wetherall
- 『罪の報ひ』 Pay Me! : 監督ジョセフ・ド・グラス、1917年 - 出演・役 Marta
- Triumph : 監督ジョセフ・ド・グラス、1917年 - 出演・役 Nell Baxter
- Bondage : 監督アイダ・メイ・パーク、1917年 - 出演・役 Elinor Crawford
- 『熱情』 The Grand Passion : 監督アイダ・メイ・パーク、1918年 - 出演・役 Viola Argos
- 『罪の報ひ』 Broadway Love : 監督アイダ・メイ・パーク、1918年 - 出演・役 Midge O'Hara
- The Risky Road : 監督・脚本アイダ・メイ・パーク、1918年 - 主演・役 Marjorie Helmer
- 『愛の復活』 A Soul for Sale : 監督アレン・ホルバー、1918年 - 主演・役 Neila Pendleton
- 『抵当の妻』 The Mortgaged Wife : 監督・脚本アレン・ホルバー、1918年 - 主演・役 Gloria Carter
- 『街の物語』 The Talk of the Town : 監督・脚本アレン・ホルバー、1918年 - 出演・役 Genevra French
- 『君国の為に』 The Heart of Humanity : 監督・脚本アレン・ホルバー、1918年 - 出演・役 Nanette
- 『運命』 Destiny : 監督・脚本アレン・ホルバー、1919年 - 出演・役 Mary Burton
- 『幸福』 The Right to Happiness : 監督・脚本アレン・ホルバー、1919年 - 出演・役 Sonia/Vivian
- 『黄金の花』 Paid in Advance : 監督・脚本アレン・ホルバー、1919年 - 出演・役 Joan Gray

### 1920年代
- 『一度は凡ての女に』 Once to Every Woman : 監督・脚本アレン・ホルバー、1920年 - 出演・役 Aurora Meredith
- 『男・女・結婚』 Man-Woman-Marriage : 監督・脚本アレン・ホルバー、1921年 - 出演・役 Victoria
- 『颱風の娘』 Hurricane's Gal : 監督アレン・ホルバー、1922年 - 出演・役 Lola
- 『薔薇の刺』 The World's a Stage : 監督コリン・キャンベル、1922年 - 出演・役 Jo Bishop
- 『雪国秘話』 Slander the Woman : 監督アレン・ホルバー、1923年 - 出演・役 Yvonne Desmarest
- 『殺人光線』 The Unknown Purple : 監督ローランド・ウェスト、1923年 - ノンクレジット出演
- 『浮気禁制』 Every Man's Wife : 監督モーリス・エルヴィ、1925年 - 出演・役 Mrs. Bradin
- The Sporting Chance : 監督オスカー・アッフェル、1925年 - 出演・役 Patricia Winthrop
- 『蛇身の鞭』 Without Mercy : 監督ジョージ・メルフォード、1925年 - 出演・役 Mrs. Enid Garth
- The Bar-C Mystery : 監督ロバート・F・ヒル、1926年 - 出演・役 Jane Cortelyou
- The Gay Deceiver : 監督ジョン・M・スタール、1926年 - 出演・役 Claire
- Upstage : 監督モンタ・ベル、1926年 - 出演・役 Miss Weaver
- Remember : 監督デイヴィッド・セルマン、1926年 - 出演・役 Ruth Pomeroy
- Women Love Diamonds : 監督エドマンド・グールディング、1927年 - 出演・役 Mrs. Flaherty
- 『父恋し』 The Broken Gate : 監督ジェームズ・C・マッケイ、1927年 - 出演・役 Aurora Lane
- 『新旧恋の三段返し』 The Cradle Snatchers : 監督ハワード・ホークス、1927年 - 出演・役 Kitty Ladd

### 1930年代以降
- The Jazz Cinderella : 監督スコット・ペンブローク、1930年 - 出演・役 Mrs. Consuelo Carter
- 『ローレンの反撃』 The Cross of Lorraine : 監督テイ・ガーネット、1943年 - ノンクレジット出演
- 『パーキントン夫人』 Mrs. Parkington : 監督テイ・ガーネット、1944年 - ノンクレジット出演
- 『郵便配達は二度ベルを鳴らす』 The Postman Always Rings Twice : 監督テイ・ガーネット、1946年 - ノンクレジット出演
- 『夢の宮廷』 A Connecticut Yankee in King Arthur's Court : 監督テイ・ガーネット、1949年 - ノンクレジット出演
- 『花嫁の父』 Father of the Bride : 監督ヴィンセント・ミネリ、1950年 - ノンクレジット出演
- 『灰色の服を着た男』 The Man in the Gray Flannel Suit : 監督ナナリー・ジョンソン、1956年 - ノンクレジット出演・役 Mr. Hopkins' Maid
- 『リバティ・バランスを射った男』 The Man Who Shot Liberty Valance : 監督ジョン・フォード、1962年 - ノンクレジット出演（最終出演作）

## 関連事項
- エッサネイ・スタジオ （en:Essanay Studios）
- インディペンデント・ムーヴィング・ピクチャーズ （en:Independent Moving Pictures）
- ウッドランド・ヒルズ (ロサンゼルス市) （en:Woodland Hills, Los Angeles）
- ハリウッド・フォーエヴァー墓地 （en:Hollywood Forever Cemetery）
- ハリウッド大通り （en:Hollywood Boulevard）

## 註
1. 1 2 3 4 5 6 7 8 9 10 11 12 13 14 15 16 17 18 19  Dorothy Phillips, Internet Movie Database （英語）, 2010年6月7日閲覧。
2. ↑  Allen Holubar - IMDb（英語）, 2010年6月7日閲覧。
3. ↑  『ブルーバード映画の記録』 : 製作・著・発行山中十志雄・塚田嘉信、1984年4月、p.60-63.
4. 1 2  Allen Holubar Pictures - IMDb（英語）, 2010年6月7日閲覧。
5. ↑  Dorothy Phillips, Find A Grave （英語）, 2010年6月7日閲覧。